# Konstantin von Laffert
Konstantin von Laffert (* 18. Februar 1966 in Hamburg) ist ein deutscher Zahnarzt und Präsident der Hamburger Zahnärztekammer sowie Vizepräsident der Bundeszahnärztekammer (BZÄK).

## Beruflicher Werdegang
Nach einem zahnmedizinischen Studium an der Universität Hamburg (1986 – 1992) war Konstantin von Laffert zunächst von 1992 bis 1995 als Assistenz-Zahnarzt in Niedersachsen und Hamburg tätig, bevor er sich 1995 in eigener Praxis in Hamburg niederließ. 1999 wurde von Laffert in die Delegiertenversammlung der Zahnärztekammer Hamburg gewählt. Die Delegiertenversammlung wählte ihn im gleichen Jahr in den Vorstand der Zahnärztekammer Hamburg, dem er seitdem ununterbrochen angehört. Seit dem Jahr 2015 ist von Laffert Präsident der Zahnärztekammer Hamburg und seit 2021 außerdem Vizepräsident der Bundeszahnärztekammer.

## Ämter/Funktionen
- seit 2021 Vizepräsident der Bundeszahnärztekammer[6]
- seit 2015 Präsident der Zahnärztekammer Hamburg[7]
- seit 2015 Vorsitzender der Landesarbeitsgemeinschaft zur Förderung der Jugendzahnpflege e.V. (LAJH)[8]